# Cape Fear (râu)
Cape Fear este un râu cu apă neagră lung de 307,51 km din estul Carolinei de Nord. Se varsă în Oceanul Atlantic lângă Cape Fear, de unde își ia numele. Râul are, de asemenea, mai mulți poluanți, variind de la solide nedizolvate și scurgeri de substanțe chimice produse de om, cum ar fi GenX. 